# 商业智能
商業情報（英語：Business Intelligence，縮寫：BI），指用現代資料倉儲技術、線上分析處理技術、資料探勘和資料展現技術進行資料分析以實現商業價值。
商業智慧的概念經由霍華德·德雷斯納（Howard Dresner）的通俗化而被人們廣泛瞭解。當時將商業智慧定義為一類由資料倉儲（或資訊市集）、查詢報表、資料分析、資料探勘、資料備份和恢復等部分組成的、以幫助企業決策為目的技術及其應用。
目前，商業智慧通常被理解為將企業中現有的資料轉化為知識，幫助企業做出明智的業務經營決策的工具。這裡所談的資料包括來自企業業務系統的訂單、庫存、交易賬目、客戶和供應商資料及來自企業所處行業和競爭對手的資料，以及來自企業所處的其他外部環境中的各種資料。而商業智慧能夠輔助的業務經營決策既可以是作業層的，也可以是管理層和策略層的決策。
為了將資料轉化為知識，需要利用資料倉儲、線上分析處理（OLAP）工具和資料探勘等技術。因此，從技術層面上講，商業智慧不是什麼新技術，它只是ETL、資料倉儲、OLAP、資料探勘、資料展現等技術的綜合運用。
把商業智慧看成是一種解決方案應該比較恰當。商業智慧的關鍵是從許多來自不同的企業運作系統的資料中提取出有用的資料並進行清理，以保證資料的正確性，然後經過抽取（Extraction）、轉換（Transformation）和裝載（Load），即ETL過程，合併到一個企業級的資料倉儲裡，從而得到企業資料的一個全局視圖，在此基礎上利用合適的查詢和分析工具、資料挖掘工具、OLAP工具等對其進行分析和處理（這時資訊變為輔助決策的知識），最後將知識呈現給管理者，為管理者的決策過程提供支持。

## 定義
商業智慧可以定義為一系列商業活動行為的資料收集與資訊轉化作業，透過持續性的過程，搭配技術進行測量、管理與監測，能夠容易分析、綜合營運及策略的定量化資訊應用，即時且互動的對企業的關鍵性的衡量指標進行評估，進而發覺企業面臨的潛在問題或機會，促使使用者能夠運用大量而完整的資訊，進行交叉分析並了解其中趨勢，協助企業制訂出最佳的策略主題與策略目標的一種決策支援的工具。

## BI技術運用

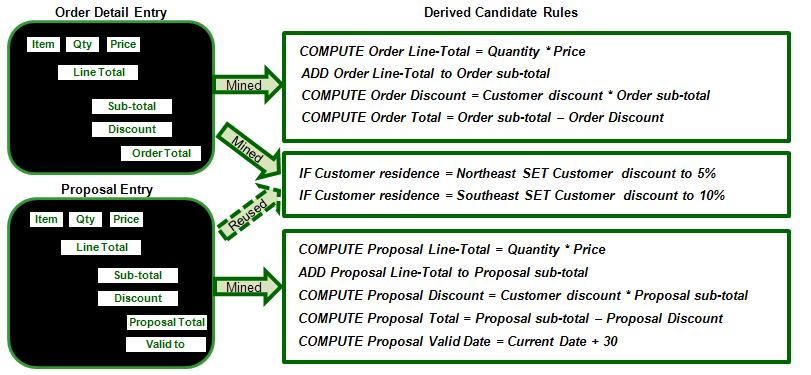
一個商業智能範例

- 数据分析

Power BI （页面存档备份，存于）, Tableau （页面存档备份，存于）, Smart eVision（页面存档备份，存于）
- 数据倉儲

Teradata Aster Data （页面存档备份，存于）, EMC GreenPlum （页面存档备份，存于）, HP Vertica （页面存档备份，存于）
}}
- 数据集市

Qlik（页面存档备份，存于）, DataFocus（页面存档备份，存于）, Tableau, Yonghong Data Mart
- 数据采集

Kettle
- OLAP（分布式数据分析）
- 決策支援系統

## 企業導入BI的優點
- 隨機查詢動態報表
- 掌握指標管理
- 隨時線上分析處理
- 視覺化之企業儀表版
- 協助預測規劃

## 導入BI的目的
- 促進企業決策流程（Facilitate the Business Decision-Making Process）：BIS增進企業的資訊整合與資訊分析的能力，彙總公司內、外部的資料，整合成有效的決策資訊，讓企業經理人大幅增進決策效率與改善決策品質。
- 降低整體營運成本（Power the Bottom Line）：BIS改善企業的資訊取得能力，大幅降低IT人員撰寫程式、Power user製作報表的時間與人力成本，而彈性的模組設計介面，完全不需撰寫程式的特色也讓日後的維護成本大幅降低。
- 協同組織目標與行動（Achieve a Fully Coordinated Organization）：BIS加強企業的資訊傳播能力，消除資訊需求者與IT人員之間的認知差距，並可讓更多人獲得更有意義的資訊。全面改善企業之體質，使組織內的每個人目標一致、齊心協力。

## BI的延伸
- 社会型BI（Social BI）
- 移动BI  （Mobile BI）
- 云技术型BI（BI in the Cloud）